# Dylan Ail Don
Nella mitologia gallese Dylan Ail Don (o Dylan Eil Ton, Dylan O'Taine, Dylant Elton, Dylan Aldon, Dylan Ui Dan) è il figlio di Arianrhod e il fratello di Lleu Llaw Gyffes. Probabilmente è un'antica divinità marina.
Nel quarto ramo del Mabinogion, Math fab Mathonwy, prozio di Dylan, deve tenere i piedi sul grembo di una vergine quando non è in guerra. Goewin è la fanciulla scelta per questo compito, ma viene rapita da Gilfaethwy con l'aiuto di Gwydion, nipoti di Math. Math li punisce trasformandoli per tre anni in tre coppie di animali diversi. Quindi Math sposa Goewin, ma deve trovare una nuova vergine che sorregga i suoi piedi.
Gwydion suggerisce sua sorella Arianrhod. Lei non è vergine e, dopo aver camminato sulla bacchetta di Math, partorisce due figli. Per la vergogna Arianrhod fugge e li abbandona. Math adotta il primo e lo battezza Dylan Ail Don, mentre Gwydion prende il secondo (nato come un «grumo di carne») e lo fa maturare in una cassa (diventerà Lleu Llaw Gyffes). Quando Dylan viene in contatto con l'acqua battesimale, si tuffa nel mare e acquista caratteristiche marine e il soprannome Ail Don ("figlio delle onde").
Dylan viene ucciso accidentalmente da suo zio Gofannon.
Dylan viene elogiato nel Marwnad Dylan Ail Don, attribuito a Taliesin.

## Etimologia
In gallese la radice dylanw- appare in dylanwad "influenza", dylanwadol "influenzale" e in dylanwadu "influenzare". Questo elemento sembra un composto del prefisso dy- (dal proto-celtico *di- "fuori", "lontano") e del nome llanw "flusso mareale" (dal proto-celtico *flanwo- "flusso", forse da una forma abbreviata *flanu-). Dylan potrebbe significare "riflusso di marea".